# Drusus croaticus
Espèce
Drusus croaticus est une espèce d'insectes trichoptères de la famille des limnéphilidés.